# Corme-Écluse
Pour les articles homonymes, voir Corme et Ecluse (homonymie).
Corme-Écluse (prononcé [kɔʁ.me.klyz]) est une commune du Sud-Ouest de la France, située dans le département de la Charente-Maritime (région Nouvelle-Aquitaine). Ses habitants sont appelés les Cormillons et les Cormillonnes.
Cette petite commune à dominante rurale appartient au bassin de vie de Saujon et à la grande périphérie de Royan, principale agglomération et pôle économique des environs. Elle est célèbre pour son église Notre-Dame (XIIe siècle), sommet de l'art roman saintongeais, et abrite quelques maisons traditionnelles charentaises ainsi qu'un couvent de Dominicaines.
La commune vit au rythme de fêtes agricoles (fête des battages, frairie) et religieuses (pèlerinage à Notre-Dame, qui date du Moyen Âge). Située à une dizaine de kilomètres du principal centre urbain des environs, Royan, Corme-Écluse est marquée par le phénomène de périurbanisation, qui pousse certains citadins à s'installer en périphérie des grandes villes. Sa population a ainsi connu une hausse notable depuis 1999, passant de 758 habitants à cette date à 1100 habitants en 2015.
Sa proximité des infrastructures balnéaires de la côte de Beauté, son environnement préservé et les richesses patrimoniales des environs (circuit des églises romanes, sites naturels, etc.) expliquent le développement du tourisme, notamment du tourisme vert. L'agriculture, l'artisanat et les services à la personne et aux entreprises sont également des secteurs actifs.
Corme-Écluse appartient depuis le 1er janvier 2013 à la Communauté d'agglomération Royan Atlantique, structure intercommunale rassemblant 81 036 habitants (2013).

## Géographie

### Présentation
Localisée dans la partie sud-ouest du département de la Charente-Maritime, cette petite commune à dominante rurale se rattache à la frange continentale de la côte de Beauté. Elle n'est distante, en effet, que d'une dizaine de kilomètres de l'estuaire de la Gironde et des stations balnéaires de Meschers-sur-Gironde, Saint-Georges-de-Didonne ou Royan, atout non négligeable qui favorise le dynamisme de son économie et plus particulièrement le secteur du tourisme, qui connaît ici comme dans d'autres communes de l'arrière-pays royannais un développement important.
| - OpenStreetMap Limite communale. |

Rattachée au Pays Royannais depuis 2013, elle subit fortement l'influence de la ville voisine de Saujon, dont elle est située dans le bassin de vie, mais aussi de celle de Cozes, petit pôle d'équilibre à vocation commerciale et artisanale, et par extension, celle de Royan, locomotive économique qui rayonne sur une partie du département. Administrativement parlant, elle dépend du canton de Saujon et de l'arrondissement de Saintes.
La commune se trouve à 3,1 kilomètres du Chay, 4,2 kilomètres de Meursac, 5,6 kilomètres de Semussac, 5,7 kilomètres de Cozes, 7 kilomètres de Saujon, 11,6 kilomètres de Saint-Georges-de-Didonne, 13,6 kilomètres de Royan, 21,2 kilomètres de Saintes, 24,7 kilomètres de Pons, 35,5 kilomètres de Rochefort, 63,1 kilomètres de la préfecture départementale, La Rochelle et 90,4 kilomètres de Bordeaux, la grande métropole régionale.

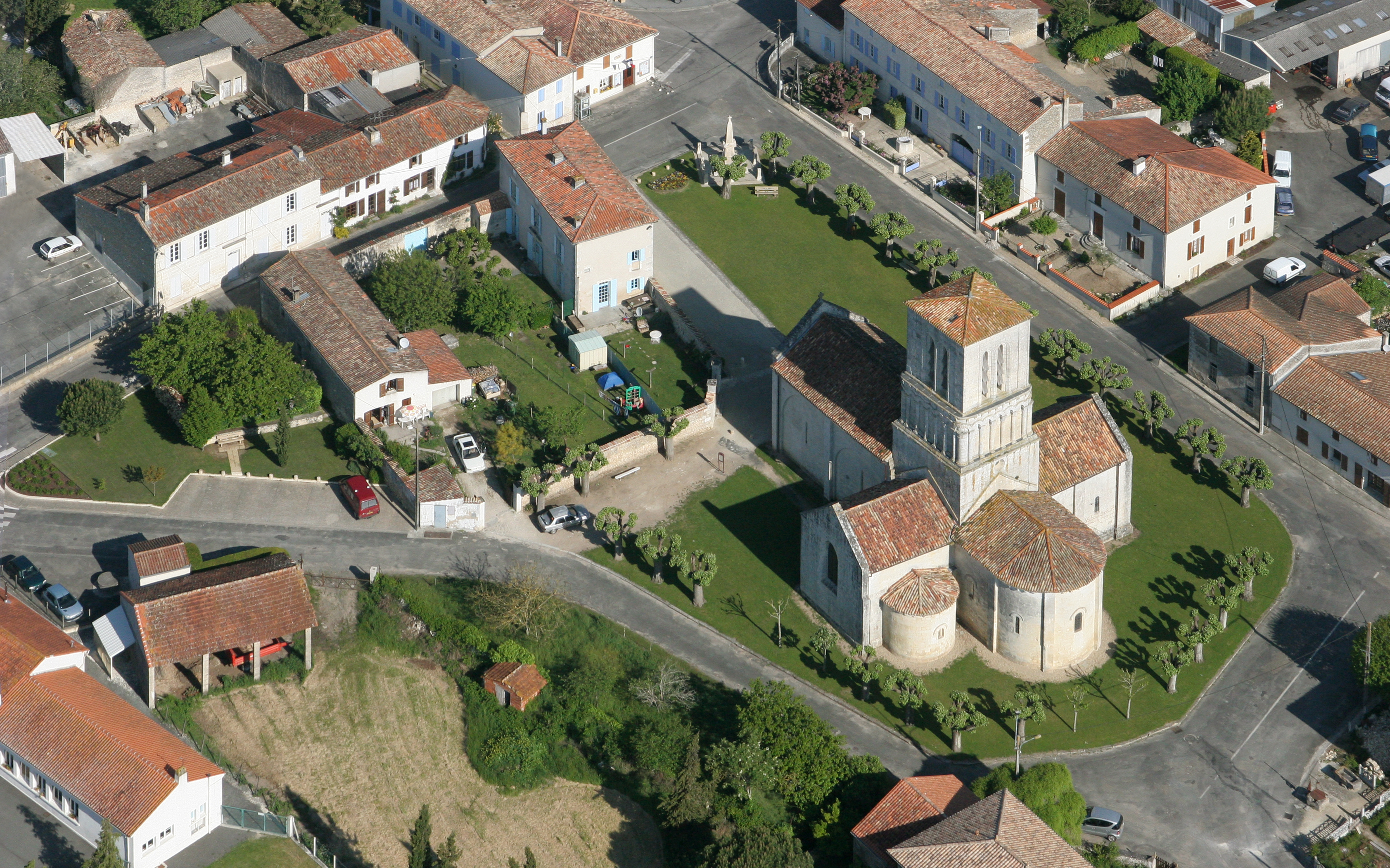
Vue aérienne du centre-bourg et de l'église Notre-Dame.

Appartenant comme le reste du département au midi atlantique, au cœur de l'arc atlantique, elle est partie intégrante du Grand Sud-Ouest français, et est parfois également incluse dans un Grand Ouest aux contours plus flous. Corme-Écluse se trouve plus précisément au cœur d'un plateau agricole doucement ondulé, plissé de quelques collines et s'étendant à perte de vue, constituant ce que l'on appelle localement une « champagne ». Le paysage y est constitué de champs où s'épanouissent céréales, qui forment au plus chaud des mois d'été de grandes étendues ambrées, plantes fourragères (maïs, luzerne), plantes maraîchères (melon des Charentes), mais aussi de pâturages et de vignes, ces dernières ayant trouvé dans cette partie de la Saintonge des conditions propices à leur épanouissement. De fait, la commune est au cœur d'un terroir viticole de réputation internationale (vignoble de Cognac) qui produit cognac, « liqueur d'or » ayant largement participé à la célébrité de la région, mais aussi pineau des Charentes et vin de pays charentais. Au total, la commune compte ainsi 92 % d'espaces à vocation agricole.
Si l'agriculture reste un secteur-clef qui participe fortement à l'identité de la commune, sa part atteignant 40,2 % en 2010 (Insee), Corme-Écluse est également marquée par le phénomène de périurbanisation, qui pousse certains citadins en quête d'une plus grande qualité de vie, et d'un foncier plus abordable, à s'installer dans les communes périphériques.
Le nord de la commune présente un aspect un peu différent du reste du territoire communal. Entaillé par la Seudre — qui sert de frontière naturelle avec la commune de Meursac, le plateau est ici couvert de petits massifs forestiers, qui s'épanouissent en contrebas de quelques crêtes bien exposées (le Pérat-Vigé, les Vignes, les Brandes à Blond ou encore les Ardendes, près de la « frontière » avec Grézac). Les feuillus y sont l'essence dominante. Le bois de la Garenne, situé un peu au nord du centre-bourg, est essentiellement une chênaie, comme son nom l'indique (une garenne étant un bois de chênes en saintongeais). De petits sentiers permettent aux marcheurs de faire des promenades ombragées au plus fort des chaleurs estivales, et de partir en quête de champignons en automne.
Au bord de la D 241, s'étendent les petits bois des Brandes et des Boquets et un peu plus au sud, on trouve le bois des Sablons. Au total, les forêts ne couvrent cependant qu'une petite partie de la commune, à peine 167 hectares (soit 10 % du territoire communal). Quelques petits espaces palustres bordent les berges du Fossé Courant, modeste ruisseau tributaire de la Seudre. Cette dernière est elle-même ourlée de prairies humides verdoyantes, qui bordent sa rive sud jusqu'aux hameaux de Briagne et de l'Ile. Il en est de même sur sa rive nord entre Beaunant et Chevret (hameau de la commune de Saint-Romain-de-Benet).
La partie orientale de la commune est traversée par un sentier de grande randonnée balisé (GR 360).

### Communes limitrophes
|          | Saint-Romain-de-Benet |         |
| Le Chay  | Corme-Écluse          | Meursac |
| Semussac | Grézac                |         |

### Voies de communication et transports

#### Voies routières
Un peu en marge des grands axes routiers du pays royannais (D 730 ou « route de Bordeaux » passant un peu au sud du territoire communal, et permettant de rejoindre Semussac, Saint-Georges-de-Didonne et Royan d'un côté, Cozes, Mirambeau et au-delà, Blaye et Bordeaux de l'autre côté ; N 150 ou « route de Saintes », voie rapide permettant de relier Royan, Saujon, Pisany et Saintes, passant à quelques kilomètres au nord du bourg), Corme-Écluse n'est pas pour autant enclavée.
Son territoire est ainsi traversé par une route départementale appartenant au réseau primaire périurbain, la D 17, qui permet de rejoindre Saujon, Le Chay, Grézac et Cozes, et facilite grandement les trajets pendulaires domicile-travail des actifs travaillant dans cette partie de l'agglomération royannaise. Sa modernisation est à l'étude dans le cadre des projets structurants du réseau routier de la Charente-Maritime (2010-2030), et plus particulièrement dans le projet de réaménagement des axes routiers du Pays Royannais. Elle devrait ainsi être recalibrée et transformée en une voie majeure servant à faciliter le trafic vers le sud-est du Pays Royannais. Son aménagement est estimé à 8 millions d'euros. Elle serait ainsi une partie du nouveau maillage routier de la région royannaise, repensé afin de fluidifier le trafic, en particulier pendant la saison estivale. Saujon en serait une des « portes d'entrées » : cette ville deviendra ainsi un petit nœud routier à partir duquel la circulation sera répartie vers les différentes communes de l'agglomération royannaise, permettant ainsi de faciliter les déplacements interurbains et les migrations pendulaires entre les différents pôles de l'agglomération.
Traversant le territoire communal selon un axe nord/sud, la D 127 permet de rejoindre Semussac d'une part, Meursac et Saint-Romain-de-Benet d'autre part.

#### Transports aériens
L'aéroport le plus proche est celui de Rochefort-Saint-Agnant, à environ 35 kilomètres au nord. L'aéroport de La Rochelle-Île de Ré, à 60 kilomètres au nord, permet de relier quelques grandes villes françaises, comme Paris ou Lyon, ainsi que les Îles Britanniques ou l'Europe du Nord. À environ 90 kilomètres au sud-est de la commune, l'aéroport de Bordeaux - Mérignac est un aéroport international permettant des liaisons vers de nombreux pays.
L'aérodrome de Royan-Médis, à environ 15 kilomètres, est réservé à l'aviation légère.

### Climat

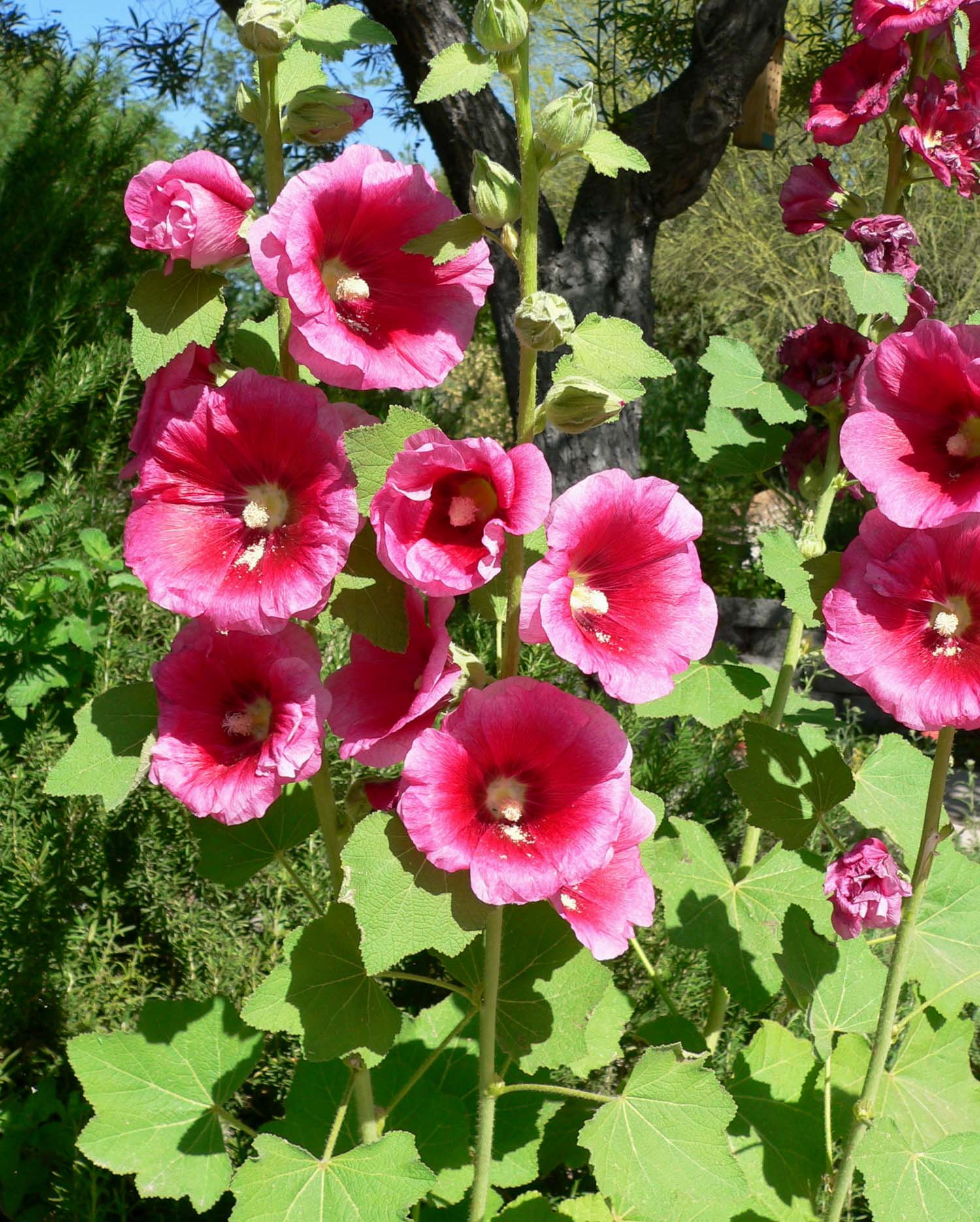
La rose trémière a trouvé dans la Saintonge et son climat particulièrement doux un terroir de prédilection.

Le climat dont bénéficie la Charente-Maritime est un climat océanique tempéré de type aquitain, marqué par un ensoleillement moyen assez important : avec 2 250 heures par an, il est comparable à celui que connaît une partie de la côte méditerranéenne. La pluviosité y est modérée, les précipitations ne dépassant pas 1 200 mm par an. Les températures, quant à elles, varient en moyenne de +5 °C en hiver à +20 °C en été.
Les régions littorales et une partie de leur frange continentale se caractérisent par un climat particulièrement doux en hiver, et rafraîchissant l'été, grâce aux influences océaniques perpétuellement en mouvement (brise marine). Ces conditions climatiques favorables, toujours soumises aux influences de l'océan Atlantique, ont favorisé un véritable micro-climat de type sub-aquitain et l'existence d'une végétation déjà méridionale. Ainsi la flore se caractérise-t-elle par la présence étonnante de lauriers roses, eucalyptus, agaves, etc.
Aux essences déjà méridionales du chêne vert (ou yeuse) et du cyste, s'ajoutent la présence de palmiers, figuiers, orangers et même oliviers. Il existe toutefois un contraste entre le littoral proprement dit, assez sec et ensoleillé et l'intérieur des terres, un peu plus humide. La pluviométrie passe ainsi de 750 mm sur le littoral à 950 mm en Haute-Saintonge.

#### Données générales
| Mois                              | jan. | fév. | mars | avril | mai  | juin | jui. | août | sep. | oct. | nov. | déc. | année |
| --------------------------------- | ---- | ---- | ---- | ----- | ---- | ---- | ---- | ---- | ---- | ---- | ---- | ---- | ----- |
| Température minimale moyenne (°C) | 3,4  | 2,8  | 5,4  | 7,4   | 10,7 | 13,7 | 15,8 | 15,7 | 13,7 | 10,5 | 6,3  | 3,9  | 9,2   |
| Température moyenne (°C)          | 5,9  | 6,9  | 8,7  | 11,1  | 14,3 | 17,5 | 19,8 | 19,6 | 17,8 | 14,2 | 9,4  | 6,6  | 12,7  |
| Température maximale moyenne (°C) | 8,5  | 9,9  | 12,1 | 14,7  | 17,9 | 21,3 | 23,8 | 23,5 | 21,8 | 18   | 12,6 | 9,2  | 16,1  |
| Ensoleillement (h)                | 84   | 111  | 174  | 212   | 239  | 272  | 305  | 277  | 218  | 167  | 107  | 85   | 2 250 |
| Précipitations (mm)               | 82,5 | 66,1 | 57   | 52,7  | 61,1 | 42,9 | 35,1 | 46,4 | 56,5 | 81,6 | 91,8 | 81,8 | 755,3 |

| Ville             | Ensoleillement · (h/an) | Pluie · (mm/an) | Neige · (j/an) | Orage · (j/an) | Brouillard · (j/an) |
| ----------------- | ----------------------- | --------------- | -------------- | -------------- | ------------------- |
| Médiane nationale | 1 852                   | 835             | 16             | 25             | 50                  |
| Corme-Écluse      | 2250                    | 755             | 4              | 13             | 26                  |
| Paris             | 1 717                   | 634             | 13             | 20             | 26                  |
| Nice              | 2 760                   | 791             | 1              | 28             | 2                   |
| Strasbourg        | 1 747                   | 636             | 26             | 28             | 69                  |
| Brest             | 1 555                   | 1 230           | 6              | 12             | 78                  |
| Bordeaux          | 2 070                   | 987             | 3              | 32             | 78                  |

### Environnement

#### Gestion des déchets
La collecte des ordures ménagères (conteneurs verts) est effectuée chaque mercredi matin. Celle des emballages ménagers recyclables (conteneurs jaunes) est réalisée tous les quinze jours, un jeudi sur deux. Des colonnes de recyclage du verre sont disponibles en plusieurs points de la commune. Par ailleurs, une déchèterie est à disposition des habitants dans les communes voisines de Grézac et de Saujon. Le service est gratuit et réservé aux particuliers. Une déchèterie spécialisée est mise à disposition des professionnels à Saint-Sulpice-de-Royan.
Les ordures sont ensuite acheminées par camion vers le centre de transfert de Médis, puis, de là, des camions gros porteurs les acheminent vers le centre d'enfouissement de Clérac.

## Toponymie
Le nom de la commune vient probablement de « corme », fruit du cormier, selon le Dictionnaire étymologique des noms de lieux en France de A. Dauzat et Ch. Rostaing (1984, Librairie Guénégaud). Le second terme, écluse, sert à distinguer cette localité de celle, assez peu distante, de Corme-Royal.
On trouve, dans la commune les villages et lieux-dits suivants (selon la carte IGN au 1/25000 1432 est) : Charloteau, Rabaudeau, Chez Chaillou, Chez Cotreau, Chez Delhomme, Chez Douteau, Chez L'Hiver, Chez Tessier, Chez Bureau, Chez Nauzelet, Chez Petiot, Couyac, Jansac, le Petit Moulin, la Becterie, la Billette, la Cabane, la Croix, la Grande Gorce, la Naulerie, la Perche, la Petite Gorce, la Scierie, le Camp, le Cormier, le Limousin, les Chaumes, le Moulin du Jard, les Guillons, la Traverserie, les Thénots, les Vignes, les Frogers, les Ridelleries, le Vignaud, Chante-Grenouille, Trois-doux, la Motte de Pons, Pitauton, Soubirat, la Puisade, les Groies, fief du Courlis, fief des Grands Champs, fief du Clône, fief du Moulin, fief du Pré Brochet

## Urbanisme

### Typologie
Au 1er janvier 2024, Corme-Écluse est catégorisée commune rurale à habitat dispersé, selon la nouvelle grille communale de densité à 7 niveaux définie par l'Insee en 2022.
Elle est située hors unité urbaine. Par ailleurs la commune fait partie de l'aire d'attraction de Royan, dont elle est une commune de la couronne,. Cette aire, qui regroupe 26 communes, est catégorisée dans les aires de 50 000 à moins de 200 000 habitants,.

### Occupation des sols
L'occupation des sols de la commune, telle qu'elle ressort de la base de données européenne d’occupation biophysique des sols Corine Land Cover (CLC), est marquée par l'importance des territoires agricoles (90,3 % en 2018), en diminution par rapport à 1990 (92,3 %). La répartition détaillée en 2018 est la suivante : 
terres arables (60,8 %), zones agricoles hétérogènes (26,2 %), forêts (4,9 %), zones urbanisées (4,8 %), prairies (3,4 %). L'évolution de l’occupation des sols de la commune et de ses infrastructures peut être observée sur les différentes représentations cartographiques du territoire : la carte de Cassini (XVIIIe siècle), la carte d'état-major (1820-1866) et les cartes ou photos aériennes de l'IGN pour la période actuelle (1950 à aujourd'hui).

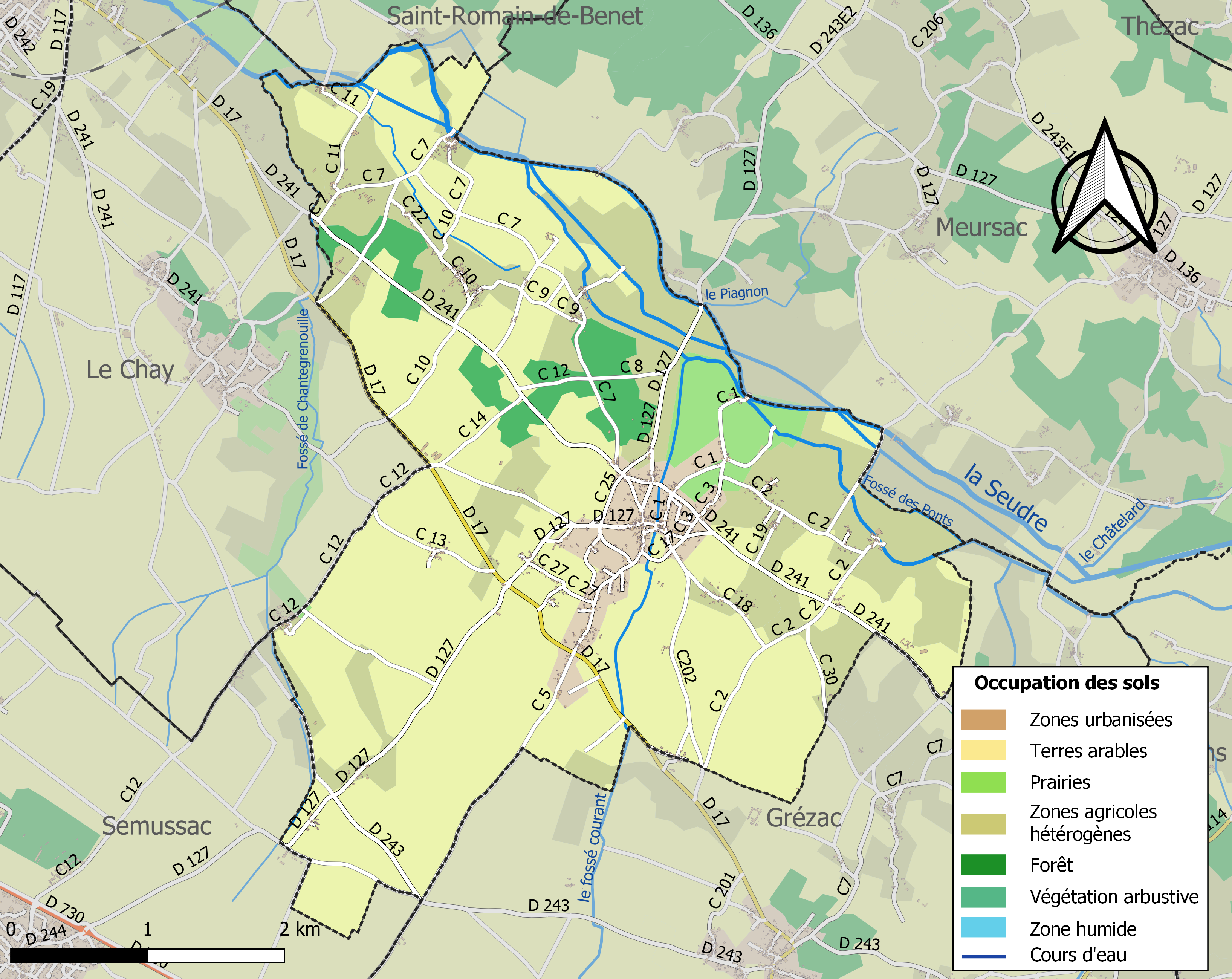
Carte des infrastructures et de l'occupation des sols de la commune en 2018 (CLC).

### Risques majeurs
Le territoire de la commune de Corme-Écluse est vulnérable à différents aléas naturels : météorologiques (tempête, orage, neige, grand froid, canicule ou sécheresse), inondations, mouvements de terrains et séisme (sismicité faible). Il est également exposé à un risque technologique, le transport de matières dangereuses. Un site publié par le BRGM permet d'évaluer simplement et rapidement les risques d'un bien localisé soit par son adresse soit par le numéro de sa parcelle.

#### Risques naturels
Certaines parties du territoire communal sont susceptibles d’être affectées par le risque d’inondation par débordement de cours d'eau, notamment la Seudre, et . La commune a été reconnue en état de catastrophe naturelle au titre des dommages causés par les inondations et coulées de boue survenues en 1982, 1993, 1999 et 2010,.

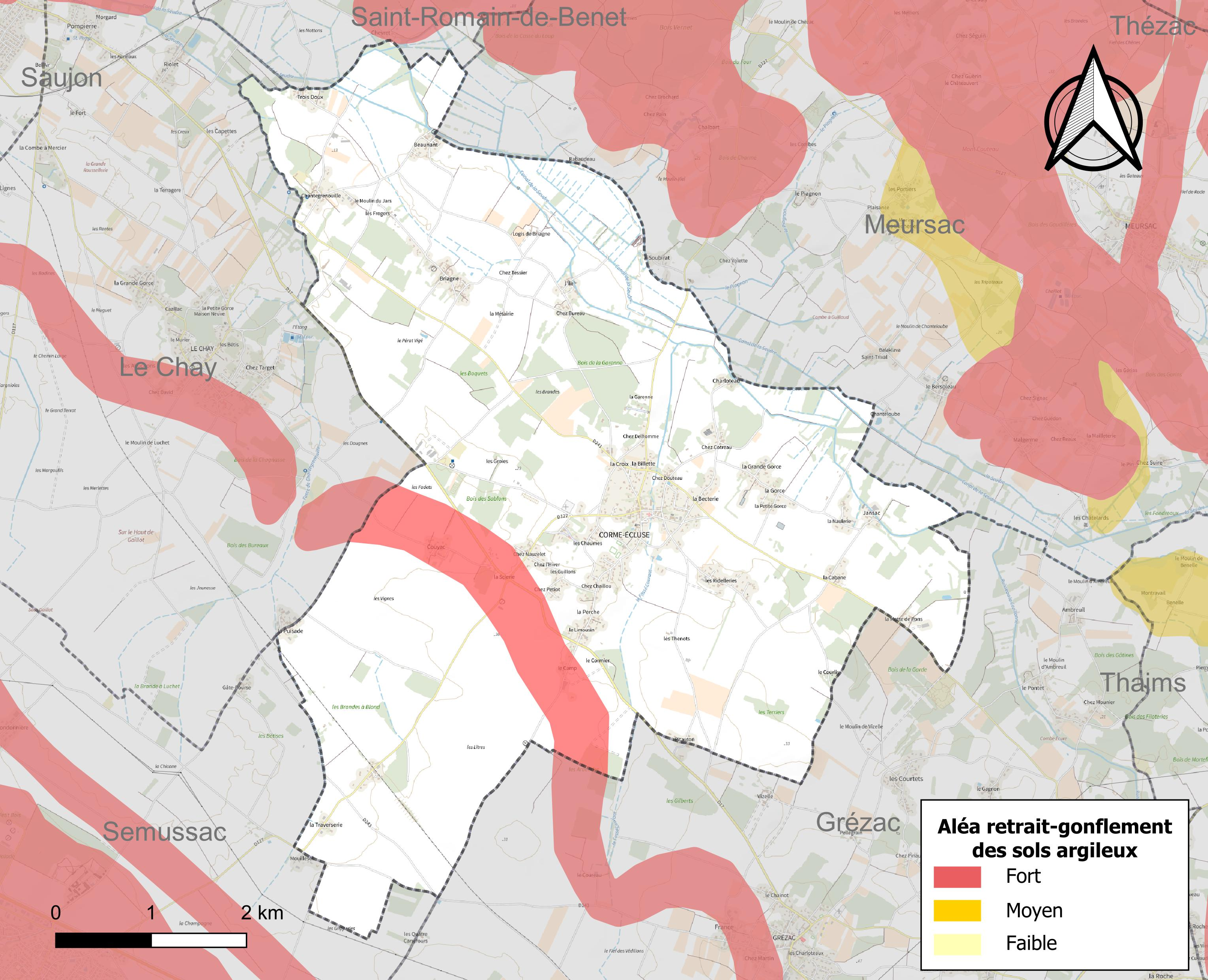
Carte des zones d'aléa retrait-gonflement des sols argileux de Corme-Écluse.

Les mouvements de terrains susceptibles de se produire sur la commune sont des tassements différentiels.
Le retrait-gonflement des sols argileux est susceptible d'engendrer des dommages importants aux bâtiments en cas d’alternance de périodes de sécheresse et de pluie. 6,3 % de la superficie communale est en aléa moyen ou fort (54,2 % au niveau départemental et 48,5 % au niveau national). Sur les 626 bâtiments dénombrés sur la commune en 2019, 26 sont en aléa moyen ou fort, soit 4 %, à comparer aux 57 % au niveau départemental et 54 % au niveau national. Une cartographie de l'exposition du territoire national au retrait gonflement des sols argileux est disponible sur le site du BRGM,.
Par ailleurs, afin de mieux appréhender le risque d’affaissement de terrain, l'inventaire national des cavités souterraines permet de localiser celles situées sur la commune.
Concernant les mouvements de terrains, la commune a été reconnue en état de catastrophe naturelle au titre des dommages causés par des mouvements de terrain en 1999 et 2010.

#### Risques technologiques
Le risque de transport de matières dangereuses sur la commune est lié à sa traversée par une ou des infrastructures routières ou ferroviaires importantes ou la présence d'une canalisation de transport d'hydrocarbures. Un accident se produisant sur de telles infrastructures est susceptible d’avoir des effets graves sur les biens, les personnes ou l'environnement, selon la nature du matériau transporté. Des dispositions d’urbanisme peuvent être préconisées en conséquence.

## Administration

### Administration municipale
De 1789 à 1799, en vertu de la loi du 14 décembre 1789, les agents municipaux (maires) sont élus au suffrage direct pour deux ans et rééligibles, par les citoyens actifs de la commune âgés d'au moins 25 ans, contribuables payant une contribution au moins égale à trois journées de travail dans la commune. Sont éligibles ceux qui paient un impôt équivalent au moins à dix journées de travail.
De 1799 à 1848, La constitution du 22 frimaire an VIII (13 décembre 1799) revient sur l’élection du maire, les maires sont nommés par le préfet pour les communes de moins de 5 000 habitants. La Restauration instaure la nomination des maires et des conseillers municipaux. Après les lois organiques 1831, les maires sont nommés (par le roi pour les communes de plus de 3 000 habitants, par le préfet pour les plus petites), mais les conseillers municipaux sont élus au suffrage censitaire pour six ans.
Du 3 juillet 1848 à 1851, les maires sont élus par le conseil municipal pour les communes de moins de 6 000 habitants.
De 1851 à 1871, les maires sont nommés par le préfet, pour les communes de moins de 3 000 habitants et pour 5 ans à partir de 1855. Après 1871, les maires sont de nouveau élus, sauf dans les chefs-lieux (de départements, d'arrondissements ou de cantons).
Ce n'est que le 28 mars 1882, qu'une loi sur l’organisation municipale (encore en vigueur) est votée, et qui régit le principe de l'élection du maire et des adjoints par le conseil municipal, quelle que soit l'importance de la commune (sauf pour Paris). La loi du 5 avril 1884 fixe le mandat à quatre ans, durée portée le 10 avril 1929 à six ans.
La commune ayant moins de 3 500 habitants l'élection des conseillers municipaux est au scrutin majoritaire plurinominal à deux tours, avec panachage : 
- au premier tour, des candidats sont élus s'ils ont obtenu la majorité absolue et le vote d'au moins le quart des électeurs inscrits[36] ;
- au second tour, la majorité relative suffit. Les listes ne sont pas obligatoires. Les suffrages sont comptabilisés individuellement, et le panachage est autorisé.

De par sa taille, la commune dispose d'un conseil municipal de 15 membres (article L2121-2 du Code général des collectivités territoriales).

### Liste des maires
| Période                                  | Période  | Identité                 | Étiquette | Qualité                                            |
| ---------------------------------------- | -------- | ------------------------ | --------- | -------------------------------------------------- |
| 1939                                     | 1944     | René Nougé (1896-1973)   | DVD       |                                                    |
| 1944                                     | 1945     | Médéric Chenet           |           | Assure l'intérim de René Nougé.                    |
| 1945                                     | 1959     | René Mougé (1896-1973)   | DVD       | Conseiller général du canton de Saujon (1949-1967) |
| 1959                                     | 1995     | René Lucazeau            |           |                                                    |
| 1995                                     | 2008     | Ginette Pain             | UMP       |                                                    |
| 2008                                     | 2014     | Michel Marin (1951-2023) |           |                                                    |
| 2014                                     | En cours | Olivier Martin           | SE        | Employé                                            |
| Les données manquantes sont à compléter. |          |                          |           |                                                    |

### Région
À la suite de la réforme administrative de 2014 ramenant le nombre de régions de France métropolitaine de 22 à 13, la commune appartient depuis le 1er janvier 2016 à la région Nouvelle-Aquitaine, dont la capitale est Bordeaux. De 1972 au 31 décembre 2015, elle a appartenu à la région Poitou-Charentes, dont le chef-lieu était Poitiers.

### Canton
Corme-Écluse est une des neuf communes du canton de Saujon.

### Intercommunalité
Corme-Écluse est une des 33 communes de la Communauté d'agglomération Royan Atlantique, structure intercommunale centrée sur Royan.

### Instances judiciaires
Corme-Écluse dépend du tribunal d'instance, du tribunal de grande instance, du tribunal pour enfants et du conseil de prud'hommes de Saintes, du tribunal administratif et de la cour d'appel de Poitiers. La cour administrative d'appel est à Bordeaux

### Fiscalité locale
| Taxe                                                | Part communale | Part intercommunale | Part départementale | Part régionale |
| --------------------------------------------------- | -------------- | ------------------- | ------------------- | -------------- |
| Taxe d'habitation (TH)                              | 5.82 %         | 0.00 %              | 7.12 %              | 0.00 %         |
| Taxe foncière sur les propriétés bâties (TFPB)      | 12.46 %        | 0.00 %              | 14.01 %             | 3.32 %         |
| Taxe foncière sur les propriétés non bâties (TFPNB) | 30.85 %        | 0.00 %              | 29.17 %             | 8.63 %         |
| Cotisation foncière des entreprises (CFE)           | 0.00 %         | 21.08 %             | 0.00 %              | 0.00 %         |

La part régionale de la taxe d'habitation n'est pas applicable.
La taxe professionnelle est remplacée en 2010 par la cotisation foncière des entreprises (CFE) portant sur la valeur locative des biens immobiliers et par la contribution sur la valeur ajoutée des entreprises (CVAE) (les deux formant la contribution économique territoriale (CET) qui est un impôt local instauré par la loi de finances pour 2010).

## Population et société

### Démographie

#### Évolution démographique
L'évolution du nombre d'habitants est connue à travers les recensements de la population effectués dans la commune depuis 1793. Pour les communes de moins de 10 000 habitants, une enquête de recensement portant sur toute la population est réalisée tous les cinq ans, les populations de référence des années intermédiaires étant quant à elles estimées par interpolation ou extrapolation. Pour la commune, le premier recensement exhaustif entrant dans le cadre du nouveau dispositif a été réalisé en 2006.

En 2022, la commune comptait 1 278 habitants, en évolution de +15,03 % par rapport à 2016 (Charente-Maritime : +4,04 %, France hors Mayotte : +2,11 %).
| 1793 | 1800 | 1806 | 1821 | 1831 | 1836  | 1841  | 1846  | 1851 |
| ---- | ---- | ---- | ---- | ---- | ----- | ----- | ----- | ---- |
| 937  | 898  | 828  | 933  | 992  | 1 011 | 1 002 | 1 047 | 991  |

| 1856  | 1861  | 1866 | 1872 | 1876 | 1881 | 1886 | 1891 | 1896 |
| ----- | ----- | ---- | ---- | ---- | ---- | ---- | ---- | ---- |
| 1 031 | 1 032 | 979  | 904  | 900  | 894  | 944  | 905  | 854  |

| 1901 | 1906 | 1911 | 1921 | 1926 | 1931 | 1936 | 1946 | 1954 |
| ---- | ---- | ---- | ---- | ---- | ---- | ---- | ---- | ---- |
| 868  | 796  | 790  | 759  | 734  | 720  | 685  | 633  | 633  |

| 1962 | 1968 | 1975 | 1982 | 1990 | 1999 | 2006 | 2011  | 2016  |
| ---- | ---- | ---- | ---- | ---- | ---- | ---- | ----- | ----- |
| 652  | 627  | 598  | 651  | 686  | 758  | 957  | 1 072 | 1 111 |

| 2021  | 2022  | - | - | - | - | - | - | - |
| ----- | ----- | - | - | - | - | - | - | - |
| 1 228 | 1 278 | - | - | - | - | - | - | - |

### Enseignement
Corme-Écluse dépend de l'académie de Poitiers. La commune est en RPI, en association avec la commune voisine de Grézac. Elle dispose d'une école élémentaire publique, dont les effectifs sont de 48 élèves en 2012-2013.
Les élèves du second cycle sont dirigés vers le collège Andr- Albert de Saujon, Corme-Écluse appartenant au secteur scolaire de cette ville. Cet établissement dispose d'un centre de documentation et d'information (CDI), d'une salle informatique, d'un foyer proposant des activités périscolaires et d'un restaurant scolaire.
Les lycées les plus proches sont situés à Royan, principale agglomération des environs.
Les infrastructures consacrées à la jeunesse sont centralisées à Saujon, chef-lieu du canton. Le pôle-enfance de la ville comprend ainsi une crèche et halte-garderie accueillant les enfants de deux mois et demi à trois ans, de 7 heures 30 à 18 heures 45, un accueil de loisirs et un accueil périscolaire.

### Médias

#### Télévision
L'émetteur de Niort-Maisonnay permet la réception des 18 chaînes gratuites de la télévision numérique terrestre (TNT) dans l'ensemble de la commune, dont le décrochage local de France 3 Poitou-Charentes. Le 31 mai 2009, cet émetteur de forte puissance a débuté la diffusion d'un nouveau multiplex, permettant la réception des premières émissions de télévision haute définition (HD)

#### Radio
La plupart des radios nationales présentes dans le département peuvent être écoutées dans la commune. Les informations départementales sont relayées par la station de radio publique France Bleu La Rochelle. Les stations de radio locales pouvant être écoutées dans la commune sont principalement Demoiselle FM (généraliste, émettant depuis Rochefort, et disposant de studios à Saint-Georges-de-Didonne), Terre Marine FM (généraliste, émettant depuis Fouras), Mixx radio (techno, dance et musiques électroniques, émettant depuis Cognac et reprise par le réémetteur de Saintes), et RCF Accords Charente-Maritime (religieuse, émettant depuis La Rochelle).

#### Presse
La presse locale est représentée par le quotidien Sud Ouest, dont le siège est à Bordeaux, et qui dispose d'une rédaction locale à Royan.

#### Internet haut débit
Un répartiteur téléphonique est implanté dans la commune. En 2013, il n'est encore dégroupé par aucun opérateur alternatif (SFR, Free…); seul l'opérateur historique, Orange (France Télécom) est disponible.

### Cultes
Corme-Écluse appartient au diocèse catholique de La Rochelle et Saintes, lui-même subdivision de la province ecclésiastique de Poitiers depuis 2002 (de la province ecclésiastique de Bordeaux avant cette date) et au doyenné de Royan. La paroisse est comprise dans le secteur pastoral Sainte-Marie en Saintonge, centré sur Saujon.

## Économie

### Entreprises et commerces
Corme-Écluse est au cœur d'un bassin d'emploi particulièrement attractif, la zone d'emploi de Royan (issue de la partition de l'ancienne zone d'emploi Saintonge maritime, qui regroupait de nombreuses communes du pays Rochefortais, du pays Marennes-Oléron et du pays royannais), forte de 27 753 emplois en 2008. La zone d'emploi de Royan est, avec celle de La Rochelle, la plus dynamique de la région Poitou-Charentes, toutes deux profitant « d'un tissu économique et d'une démographie dynamiques » (Insee). La croissance y est particulièrement soutenue, du fait du développement des activités tertiaires.

## Culture locale et patrimoine

### Lieux et monuments
- L'église Notre-Dame de Corme-Écluse date du XIIe siècle et elle a été classée Monument Historique en 1910 (fiche mérimée : PA00104658).

En 1104, Ramnulphe Êvèque de Saintes autorise la construction de l'Église, en 1200 Les Bénédictins l'achêvent et l’ornent de la statue en chêne de la sainte vierge.

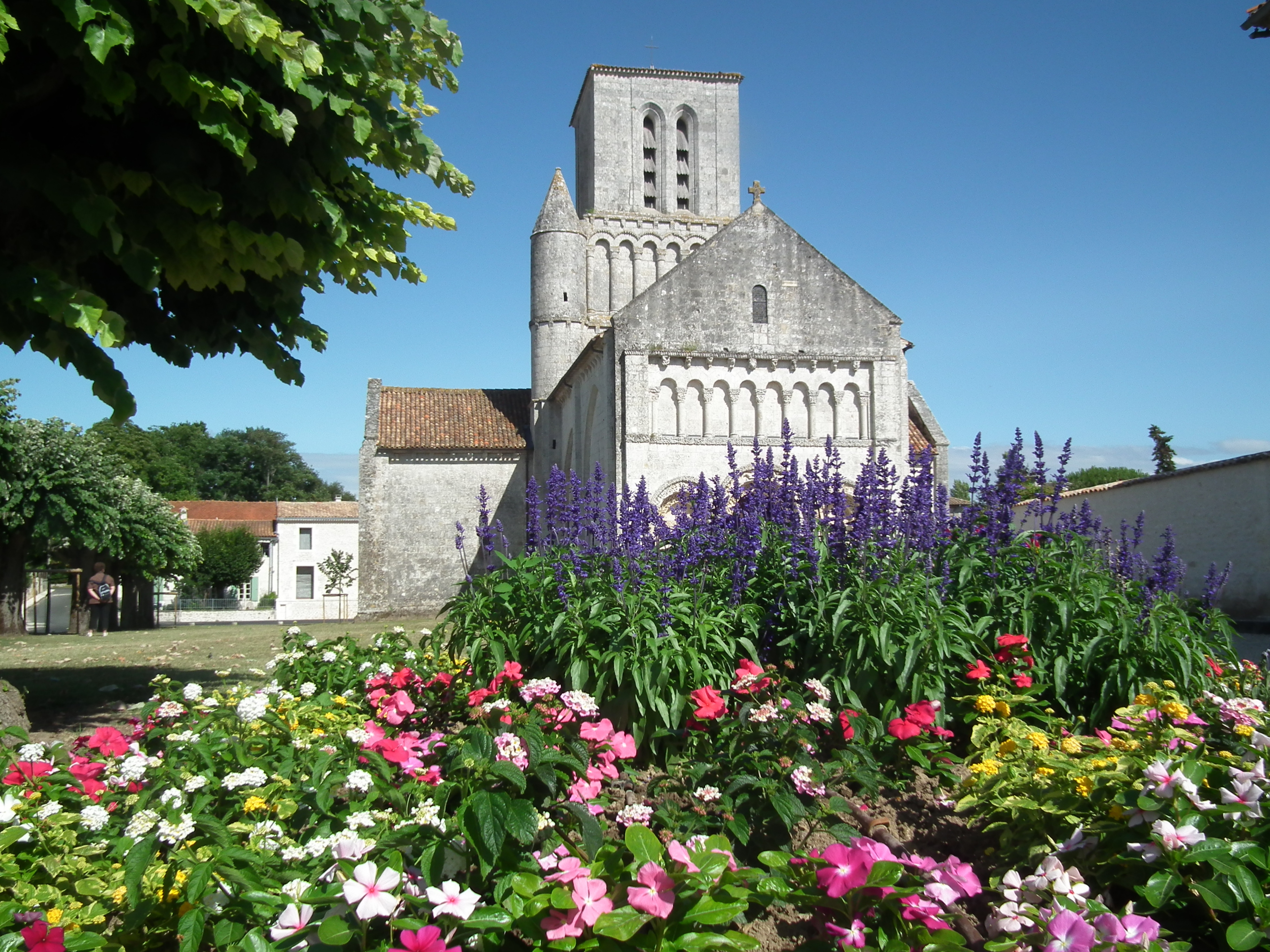
L'église Notre-Dame.
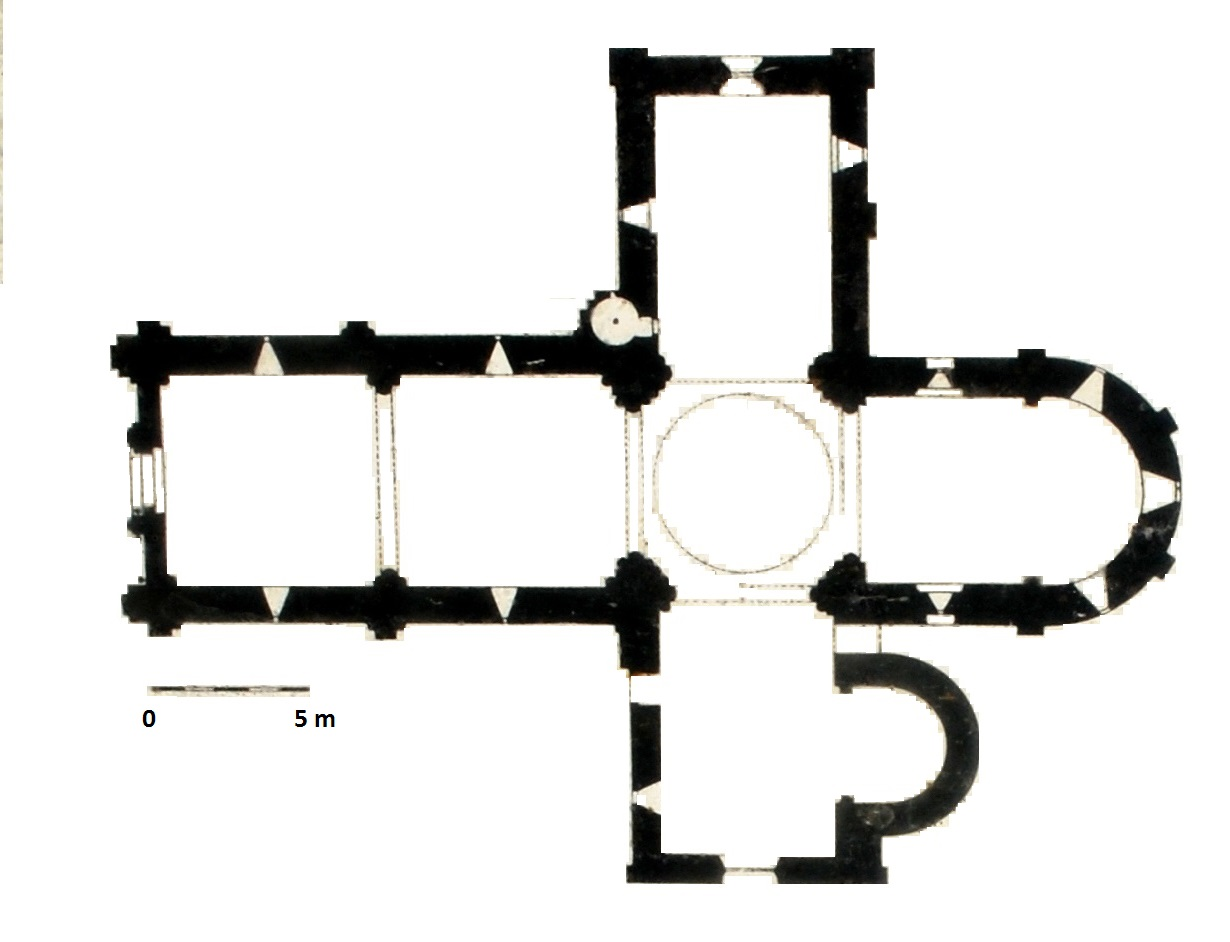
Plan.
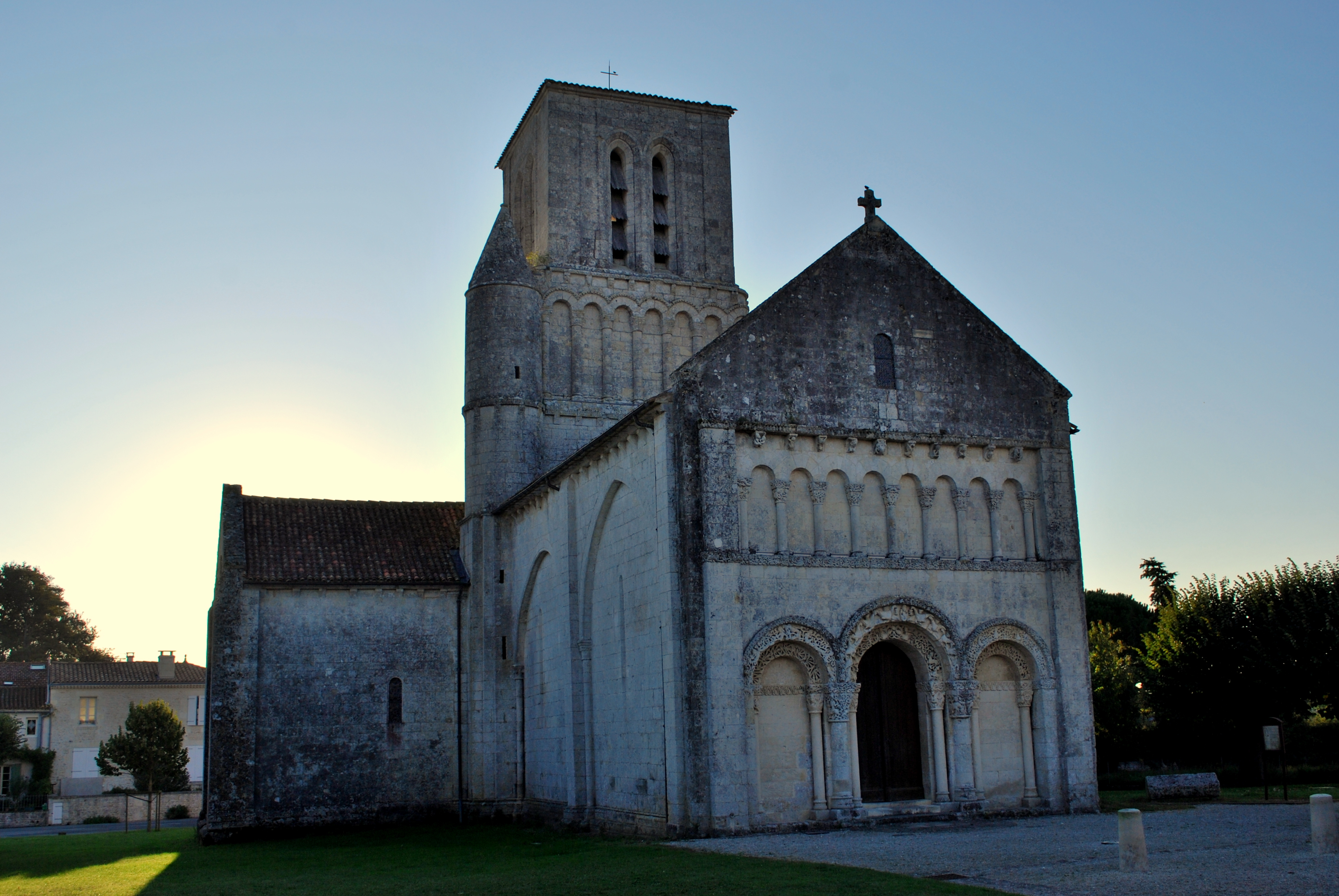
Façade ouest.

- Couvent des Dominicaines

### Patrimoine culturel

#### Langue saintongeaise

Aire linguistique du saintongeais.

La commune est située dans l'aire linguistique du saintongeais, un dialecte faisant partie de la famille des langues d’oïl, branche des langues romanes, qui comprend également le français, l’angevin le picard et le poitevin avec lequel il est souvent regroupé dans un domaine plus vaste, le poitevin-saintongeais.
Le saintongeais (saintonjhais) est la langue vernaculaire parlée en Saintonge ainsi que dans une partie de l'Aunis, de l'Angoumois, mais aussi dans quelques enclaves de Guyenne (Pays Gabay ou Grande Gavacherie, Petite Gavacherie autour de Monségur dans l'Entre-deux-Mers et enclave du Verdon, en Médoc). On l’appelle parfois aussi le charentais ou encore le patois charentais. Les locuteurs sont dits patoisants.
Le saintongeais a fortement influencé l’acadien et en conséquence, par ricochet, le cadien ; quant au québécois, il a été influencé par les parlers tels que le normand, le francien et le saintongeais.
La langue saintongeaise présente de nombreux traits communs avec des langues telles que le cadien ou l'acadien, ce qui s'explique par les origines saintongeaises d'une partie des émigrants vers la Nouvelle-France au XVIIe siècle.

#### Gastronomie
La gastronomie saintongeaise est principalement axée sur trois types de produits : les produits de la terre, les produits de la mer et les produits de la vigne.
Les préparations à base de viande de porc occupent une place prépondérante dans la cuisine régionale : ainsi des gratons ou des grillons, sortes de rillettes à base de viandes rissolées et confites dans leur graisse, du gigorit (ou gigourit), un civet mêlant sang, gorge, foie et oignons, ou de la sauce de pire, à base de fressure, d'oignons et de vin blanc de pays.

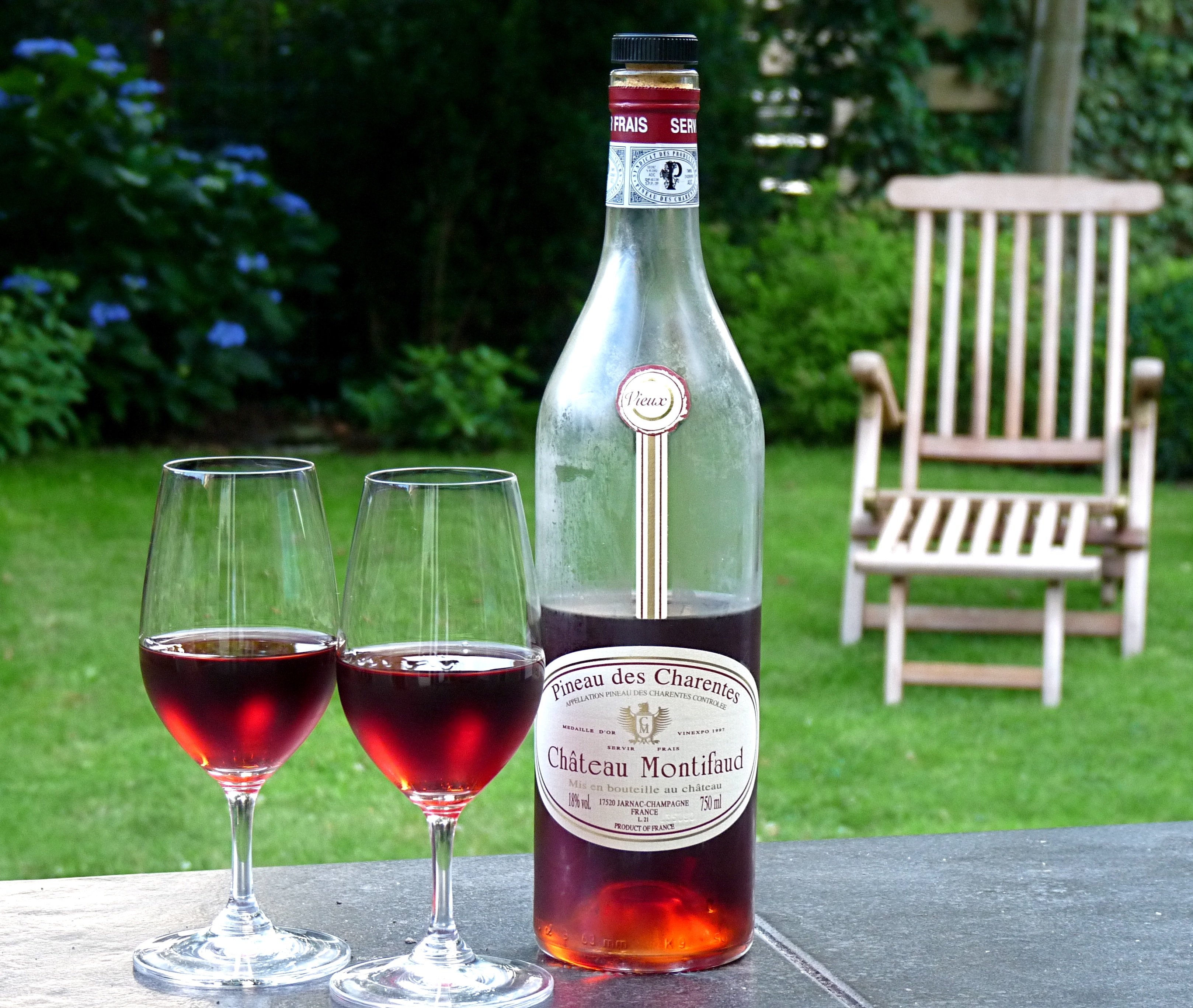
Le pineau des Charentes est un vin de liqueur produit traditionnellement dans la région.

La cuisine saintongeaise intègre tout naturellement de nombreuses recettes à base de « cagouilles », le nom local de l'escargot petit-gris. Animal tutélaire de la Saintonge, il est notamment cuisiné « à la charentaise », c'est-à-dire cuit dans un court-bouillon agrémenté de vin blanc, d'ail et de mie de pain.
Parmi les autres spécialités locales, il convient de noter également les pibales (alevins d'anguille pêchés dans la Gironde, spécialité de Mortagne et de Blaye), les sardines de Royan, les « thyeusses de gueurnouilles » (cuisses de grenouilles), la « sanglette », une galette préparée à base de sang de poulet et d'oignons cuits, le farci saintongeais (variante du farci poitevin), le lapin au pineau, le foie gras ou encore les confits.
Les desserts traditionnels sont issus de la cuisine paysanne : millas (gâteau à la farine de maïs, qu'on retrouve dans une grande partie du Sud-Ouest de la France), galette charentaise, au beurre Charentes-Poitou, ou encore « merveilles » (beignets).
Les vignes de la région servent à la confection d'eaux-de-vie réputées, telles que le pineau des Charentes et plus encore, le cognac. La commune de Corme-Écluse est ainsi intégralement située dans la zone de production des « bons bois ».